# Mário David
Mário Henrique de Almeida Santos David (ur. 20 sierpnia 1953 w Portugalskiej Afryce Zachodniej) – portugalski urzędnik, lekarz i polityk, specjalista ds. międzynarodowych i europejskich, poseł do Parlamentu Europejskiego VII kadencji.

## Życiorys
Po ukończeniu studiów medycznych pracował w latach 1977–1980 w szpitalnictwie miejskim w Lizbonie. W 1979 wstąpił do Partii Socjaldemokratycznej. W 1980 został szefem gabinetu ministra zdrowia (funkcję tę pełnił do 1989 także przy kolejnych czterech ministrach).
W 1989 rozpoczął pracę urzędniczą w Parlamencie Europejskim. Od października 1990 do lipca 1994 pełnił obowiązki zastępcy sekretarza generalnego Grupy Liberałów, Demokratów i Reformatorów (ELDR), a od lipca 1994 do listopada 1996 sekretarza generalnego tej frakcji. Po przejściu PSD do Europejskiej Partii Ludowej w 1996, był jej sekretarzem generalnym od kwietnia 1997 do lipca 1999. Później do kwietnia 2002 sprawował funkcję specjalnego radcy ds. rozszerzenia Unii Europejskiej na Wschód. W latach 2006–2009 był wiceprezesem Europejskiej Partii Ludowej ds. polityki sąsiedztwa.
Od kwietnia 2002 do lipca 2004 doradzał premierowi José Manuelowi Barroso w sprawach polityki zagranicznej. W gabinecie Pedra Santany Lopesa pełnił obowiązki sekretarza stanu ds. europejskich (2004–2005). W 2005 uzyskał mandat posła do Zgromadzenia Republiki, gdzie zasiadł w komisjach ds. europejskich, obrony i spraw zagranicznych. Był przewodniczącym parlamentarnych grup przyjaźni portugalsko-ukraińskiej i portugalsko rosyjskiej oraz wiceprzewodniczącym analogicznej grupy portugalsko-chińskiej.
W wyborach z 7 czerwca 2009 uzyskał mandat posła do Parlamentu Europejskiego jako jeden z ośmiu przedstawicieli PSD. Został członkiem grupy Europejskiej Partii Ludowej, a także Komisji Spraw Zagranicznych oraz Podkomisji Bezpieczeństwa i Obrony.
Za swą działalność europejską był odznaczany przez władze bułgarskie, rumuńskie i ukraińskie.